# Passiflora talamancensis
Passiflora talamancensis Killip – gatunek rośliny z rodziny męczennicowatych (Passifloraceae Juss. ex Kunth in Humb.). Występuje naturalnie w Nikaragui, Kostaryce i Panamie. 

## Morfologia
PokrójZdrewniałe, trwałe, nagie liany.
LiścieJajowato-eliptyczne, skórzaste. Mają 5,5–14 cm długości oraz 2,5–10 cm szerokości. Całobrzegie, z ostrym lub tępym wierzchołkiem. Ogonek liściowy jest nagi. Przylistki są liniowe o długości 2–5 mm.
KwiatyPojedyncze. Działki kielicha są podłużne, mają 1,2–1,6 cm długości. Płatki są podłużne, białawe, mają 1,0–1,5 cm długości. Przykoronek ułożony jest w dwóch rzędach.
OwoceSą kulistego kształtu. Mają 1,5–2 cm średnicy.

## Biologia i ekologia
Występuje w wiecznie zielonych lasach nizinnych.